# Verbandsgemeinde Kyllburg

Lage der Verbandsgemeinde im Eifelkreis Bitburg-Prüm

Die Verbandsgemeinde Kyllburg war eine Gebietskörperschaft im Eifelkreis Bitburg-Prüm in Rheinland-Pfalz. Der Verbandsgemeinde gehörten die Stadt Kyllburg sowie 20 weitere Ortsgemeinden an, der Verwaltungssitz war in der namensgebenden Stadt Kyllburg.
Das Gebiet der Verbandsgemeinde Kyllburg war ungefähr deckungsgleich mit der Landschaft „Kyllburger Waldeifel“. Die Verbandsgemeinde wies eine gleichgewichtige Wirtschaftsstruktur auf, die aus einer Mischung von Gewerbe, Landwirtschaft, Dienstleistungsbetrieben und Fremdenverkehr bestand.
Die Verbandsgemeinde Kyllburg wurde zum 1. Juli 2014 aufgelöst, die angehörenden Gemeinden wurden zusammen mit den Gemeinden der ehemaligen Verbandsgemeinde Bitburg-Land der neuen Verbandsgemeinde Bitburger Land zugeordnet.

## Verbandsangehörige Gemeinden
| Ortsgemeinde, Stadt       | Fläche (km²) | Einwohner |
| ------------------------- | ------------ | --------- |
| Badem                     | 9,16         | 1.144     |
| Balesfeld                 | 2,35         | 211       |
| Burbach                   | 16,88        | 686       |
| Etteldorf                 | 1,74         | 27        |
| Gindorf                   | 6,57         | 320       |
| Gransdorf                 | 7,08         | 318       |
| Kyllburg, Stadt           | 4,62         | 876       |
| Kyllburgweiler            | 7,26         | 102       |
| Malberg                   | 6,60         | 581       |
| Malbergweich              | 10,22        | 358       |
| Neidenbach                | 9,35         | 887       |
| Neuheilenbach             | 0,97         | 247       |
| Oberkail                  | 24,26        | 624       |
| Orsfeld                   | 5,17         | 182       |
| Pickließem                | 5,76         | 285       |
| Sankt Thomas              | 9,13         | 266       |
| Seinsfeld                 | 6,71         | 159       |
| Steinborn                 | 11,29        | 192       |
| Usch                      | 1,33         | 58        |
| Wilsecker                 | 4,53         | 194       |
| Zendscheid                | 2,35         | 122       |
| Verbandsgemeinde Kyllburg | 153,33       | 7.839     |

(Einwohner am 30. Juni 2014)

## Bevölkerungsentwicklung
Die Entwicklung der Einwohnerzahl bezogen auf das Gebiet der Verbandsgemeinde Kyllburg zum Zeitpunkt ihrer Auflösung; die Werte von 1871 bis 1987 beruhen auf Volkszählungen:
| Jahr | Einwohner |
| 1815 | 5.043     |
| 1835 | 7.049     |
| 1871 | 8.226     |
| 1905 | 8.098     |
| 1939 | 9.437     |
| 1950 | 9.365     |

| Jahr | Einwohner |
| 1961 | 8.974     |
| 1970 | 8.949     |
| 1987 | 7.933     |
| 1997 | 8.442     |
| 2005 | 8.144     |
| 2014 | 7.839     |

## Politik

### Verbandsgemeinderat
Der Verbandsgemeinderat Kyllburg bestand aus 24 ehrenamtlichen Ratsmitgliedern, die zuletzt bei der Kommunalwahl am 7. Juni 2009 in einer personalisierten Verhältniswahl gewählt wurden, und dem hauptamtlichen Bürgermeister als Vorsitzendem.
Die Sitzverteilung im Gemeinderat:
| Wahl | SPD | CDU | FDP | Grüne | FWG | Gesamt   |
| ---- | --- | --- | --- | ----- | --- | -------- |
| 2009 | 5   | 9   | 2   | 2     | 6   | 24 Sitze |
| 2004 | 5   | 13  | 1   | –     | 5   | 24 Sitze |

### Bürgermeister
- Karl Schuster: 1958 bis 1973
- Josef Pauly: 1973 bis 1986
- Matthias Kootz: 1986 bis 1996
- Bernd Spindler: 1996 bis 2012
- Rainer Wirtz: 2012 bis 2014

### Wappen
| Wappen von Verbandsgemeinde Kyllburg | Blasonierung: „Im weißen, durch roten Balken geteilten Schild, oben ein Schild, der durch ein durchgehendes rotes Kreuz geviert ist; 1 und 3: In Silber das rote kurtrierische Kreuz; 2 und 4: In Schwarz 3 (2:1) weiße Tatzenkreuze. Im unteren Schild in Blau eine silberne Kirche mit rotem Dach und rotem Dachreiter. Beiderseits desselben je ein schwebender silberner Schild mit durchgehendem roten Kreuz.“ |
| Wappen von Verbandsgemeinde Kyllburg | Wappenbegründung: Die Darstellung geht auf einen Wappenstein zurück, der sich an einem Brunnen in der Nähe des Stadttores zu Kyllburg befand. Der Stein trug das Wappen des Trierer Erzbischofs Johann von Schönenberg sowie das Kyllburger Stadtwappen. |